# Riocabado
Riocabado település Spanyolországban, Ávila tartományban. Riocabado Cabizuela, El Oso, Las Berlanas, San Juan de la Encinilla és Papatrigo községekkel határos. Lakosainak száma 125 fő (2024).

## Népesség
A település népessége az utóbbi években az alábbiak szerint változott:
| Lakosok száma | 208  | 191  | 181  | 194  | 176  | 157  | 150  | 140  | 131  | 125  |
|               | 2001 | 2004 | 2006 | 2009 | 2011 | 2014 | 2016 | 2019 | 2021 | 2024 |